# Sint-Martinuskerk (Vurste)

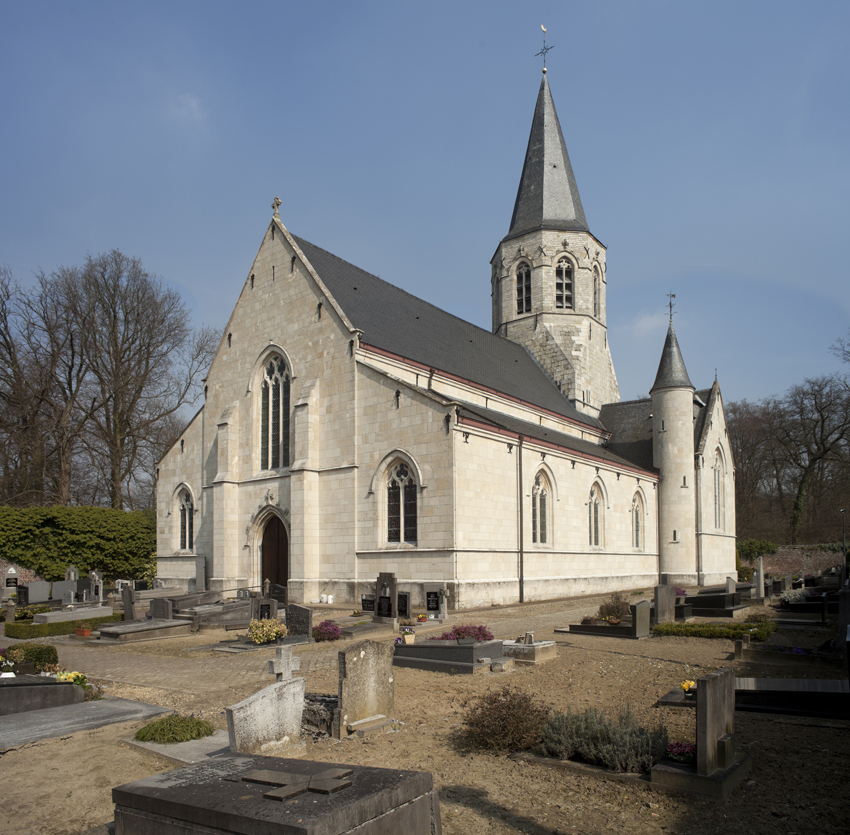
Sint-Martinuskerk

De Sint-Martinuskerk is de parochiekerk van de tot de Oost-Vlaamse gemeente Gavere behorende plaats Vurste, gelegen aan de Gentweg.

## Geschiedenis
In 1483 werd voor het eerst melding gemaakt van een kerk te Vurste. In dat jaar werd de pastoor van de gecombineerde parochie Semmerzake-Vurste in de kerk van Vurste begraven. Het patronaatsrecht van de kerk berustte bij de benedictinessenabdij van Denain.
Het koor, uitgevoerd in onregelmatig gehouwen Doornikse steen, stamt mogelijk uit de 13e eeuw en is in vroeggotische stijl. Omstreeks 1500 werden dan de toren en het transept gebouwd in hooggotische stijl, met een basis in Balegemse steen. In de 16e eeuw werd de kerk nog vergroot door de bouw van een nieuwe midden- en noordbeuk. In 1845 werd een nieuwe zuidbeuk gebouwd getuige het chronogram: VLeUgel CIerLYk opgeboUWt door JoffroUW MaLfaItBaertsoen. In 1897 werd de kerk gerestaureerd en werd ook een nieuw driebeukig kerkschip gebouwd in aangepast gotische stijl, naar ontwerp van Henri Vaerwyck. Ook werd, in opdracht van graaf Goethals, een grafelijke kapel aangebouwd. Deze werd in 1974 door brand vernield en herbouwd.
Begin 20e eeuw werd neogotisch kerkmeubilair geschonken door graaf Goethals. De kerk werd tijdens de Eerste Wereldoorlog beschadigd en hersteld. Tijdens de Tweede Wereldoorlog werden de glas-in-loodramen beschadigd.

## Gebouw
Het betreft een georiënteerde pseudokruisbasiliek met een achtkante vieringtoren.

## Meubilair
Afgezien van een 17e-eeuws beeld van Sint-Antonius Abt is het kerkmeubilair voornamelijk neogotisch, stammend van omstreeks 1900.